# Люцерна решетчатая
Люцерна решетчатая, или Люцерна сетчатая (лат. Medicago cancellata), — вид травянистых растений рода Люцерна (Medicago) семейства Бобовые (Fabaceae).

## Ботаническое описание
Многолетние травы. Корневище толстое; корни глубоко уходит в землю. Стебли крепкие, прямые, густо-облиственные, из одного корневища многочисленные, 15—25 (40) см высотой. Прилистники маленькие, шиловидные, линейные, цельные или реже нижние при основании 1—2-зубчатые; листочки небольшие, голые или слегка прижатопушистые, у нижних листьев обратно-яйцевидные, у верхних линейно-клиновидные с выдающимися жилками, на вершине выемчатые, с остроконечием в глубине выемки.
Венчик 5,5—7 мм длиной, жёлтый; трубка чашечки равна, короче или немного длиннее её зубцов; цветоножки тонкие, длиннее трубочки чашечки. Соцветие состоит из 5—10 цветков, густое, головчатое, на тонкой почти нитевидной ножке, превышающей кроющий лист или равной ему по длине. Боб голый, в поперечнике 4 мм, улиткообразно 2—3 раза закрученный с сомкнутыми посередине оборотами, чечевицеобразный; по внешнему краю сильно утолщённый; от внутреннего края боба к внешнему почти радиально расположены толстые, выдающиеся параллельные жилки, на середине перехваченные одной-двумя параллельными концентрическими жилками.
Цветение в июне — июле (августе), плодоношение в августе — сентябре.

## Распространение
Эндемик России. Предкавказье и Европейская часть России. По степным и полупустынным местам.

## Охрана
Вид внесён в Красную книгу России (РСФСР 1988, 2008, 2023) и некоторых субъектов России:
- Республика Башкортостан (охраняется на территории памятников природы «Гора Сусактау» и «Гора Сатыртау»)[2];
- Ставропольский край (необходима организация ООПТ)[3];
- Волгоградская область (местообитания находятся вне ООПТ)[4];
- Оренбургская область (участок «Айтуарская степь» Оренбургского заповедника, памятники природы: «Самангульские красные камни», «Медвежий лоб», «Гора Македоновка», «Ванякина шишка», «Юртаевские красные горы», «Султанкайские утёсы», «Гора Поперечная»)[5];
- Самарская область (памятники природы «Гора Копейка», «Серноводный шихан», «Гора Высокая», «Кутулукские яры», «Урочище Мечеть», «Геологические отложения триаса»)[6].

Культивируется в ботанических садах Минска, Екатеринбурга и Уфы.